# 枝城站
枝城站，位于中华人民共和国湖北省宜昌市宜都市枝城镇，是焦柳铁路上的火车站，建于1970年，由武汉局集团管辖。

## 歷史
- 建于1970年。

## 文化
2024年8月，车站站房被公布为第二批宜都市历史建筑，并进行挂牌保护。

## 車站周邊
- 兴发集团宜都生态工业园
- 宜都龙泉寺
- 枝城客运站